# 达加波斯特
达加波斯特（Daga Post）是南蘇丹東北部的小鎮，位於上尼羅省的達加河畔，鄰近與埃塞俄比亞接壤的邊境，座標位置9°13′N 33°58′E / 9.217°N 33.967°E，經度與埃塞俄比亞首都亞的斯亞貝巴相同。
9°13′N 33°58′E / 9.217°N 33.967°E